# Parafia św. Alberta Chmielowskiego w Zawierciu
Parafia Świętego Alberta Chmielowskiego w Zawierciu – parafia rzymskokatolicka w Zawierciu. Należy do dekanatu Zawiercie – Świętych Piotra i Pawła w archidiecezji częstochowskiej. Została utworzona w 1987 roku. Kościół parafialny został zbudowany w latach 1988–1992, konsekrowany w 1999 roku.

## Wspólnoty duszpasterskie
- Parafialna Rada Duszpasterska – 7 osób
- Akcja Katolicka – 10 osób
- Katolickie Stowarzyszenie Młodzieży – 11 osób
- Liturgiczna Służba Ołtarza - 40 osób
- schola dziecięca – 15 osób
- chór parafialny – 25 osób
- Żywy Różaniec – 5 róż

## Proboszczowie
- ks. Jan Władysław Koźmin (1987–1996)
- ks. kan. Jan Kazimierz Niziołek (1996–2014)
- ks. Eugeniusz Bubak (2014–2019)
- ks. Andrzej Filipecki (od 2019)[3]